# Passiflora umbilicata
Passiflora umbilicata Kunth – gatunek rośliny z rodziny męczennicowatych (Passifloraceae Juss. ex Kunth in Humb.). Występuje naturalnie w Boliwii oraz północnej części Argentyny. Według niektórych źródeł także w Paragwaju.

## Morfologia
PokrójZdrewniałe, trwałe, nagie liany.
LiściePotrójnie klapowane, skórzaste, dłoniaste u podstawy. Mają 2–7,5 cm długości oraz 3,5–7,5 cm szerokości. Całobrzegie, z ostrym wierzchołkiem. Ogonek liściowy jest owłosiony i ma długość 10–40 mm. Przylistki są owalne o długości 10–20 mm.
KwiatyPojedyncze lub zebrane w pary. Działki kielicha są podłużnie liniowe, fioletowe, mają 2-4,5 cm długości. Płatki są podłużne, fioletowe, mają 2-4,5 cm długości.
OwoceMają jajowaty kształt. Mają 3,5–7 cm długości i 3–6 cm średnicy.

## Biologia i ekologia
Występuje wśród roślinności krzewiastej na wysokości około 2500 m n.p.m.